# تمارا بال
تمارا بال (بالمجرية: Pál Tamara)‏ (من مواليد 1 سبتمبر 2000)  هي لاعبة كرة يد مجرية. 

## الإنجازات
- البطولة الوطنية المجرية للسيدات :
  - الفائز : 2017 ، 2018 ، 2019
- كأس المجر لكرة اليد للسيدات :
  - الفائز : 2018 ، 2019
- دوري أبطال أوروبا لكرة اليد للسيدات :
  - الفائز : 2017 ، 2018 ، 2019
- بطولة الشباب الأوروبية :
  - الفائز : 2019
- مهرجان الشباب الأوروبي الأولمبي :
  - الفائز : 2017
- بطولة العالم لكرة اليد للسيدات شباب :
  - النهائي : 2018
- بطولة الشباب الأوروبية :
  - الميدالية البرونزية : 2017
- بطولة مدارس ISF العالمية :
  - الفائز : 2016 ، 2018

## روابط خارجية
- تمارا بال على موقع الاتحاد الأوروبي لكرة اليد (الإنجليزية)